# Riesgos de sufrimiento

Los riesgos de sufrimiento tienen un alcance similar a los riesgos existenciales.

Los riesgos de sufrimiento, o riesgos de sufrimiento astronómico futuro, o riesgos-s, son riesgos que implican una cantidad astronómica de sufrimiento, mucho mayor que todo el sufrimiento que se ha producido en la Tierra. A veces se consideran una subclase de los riesgos existenciales.
Entre las fuentes de posibles riesgos-s se encuentran la inteligencia artificial encarnada o incorporada y la superinteligencia, así como la colonización espacial, que podría dar lugar a "guerras constantes y catastróficas" y a un inmenso aumento del sufrimiento de los animales salvajes al introducir en otros planetas, de forma intencionada o inadvertida, animales salvajes que "generalmente llevan vidas cortas y miserables, repletas a veces del sufrimiento más brutal".